# Островська сільська рада (Первомайський район)
Остро́вська сільська́ ра́да — адміністративно-територіальна одиниця та орган місцевого самоврядування в Первомайському районі Автономної Республіки Крим. Адміністративний центр — село Островське.

## Загальні відомості
- Населення ради: 2 394 особи (станом на 2001 рік)

## Населені пункти
Сільській раді підпорядковані населені пункти:
- с. Островське
- с. Мельничне
- с. Снігурівка

## Склад ради
Рада складається з 16 депутатів та голови.
- Голова ради: Колєснік Анатолій Леонідович

### Керівний склад попередніх скликань
| Прізвище, ім'я, по батькові  | Основні відомості                                            | Дата обрання | Дата звільнення |
| ---------------------------- | ------------------------------------------------------------ | ------------ | --------------- |
| Карлюга Зоя Петрівна         | Сільський голова, 1960 року народження, член Народної партії | 26.03.2006   | 31.10.2010      |
| Колєснік Анатолій Леонідович | Сільський голова, 1973 року народження, безпартійний         | 31.10.2010   |                 |

Примітка: таблиця складена за даними сайту Верховної Ради України

### Депутати
За результатами місцевих виборів 2010 року депутатами ради стали:

#### За суб'єктами висування
| Суб'єкт висування | Кількість обраних депутатів | %    |
| ----------------- | --------------------------- | ---- |
| Партія регіонів   | 8                           | 50   |
| Самовисування     | 5                           | 31,3 |
| Партія «Союз»     | 2                           | 12,5 |
| Народна партія    | 1                           | 6,3  |

#### За округами
| № округу        | Прізвище, ім'я, по батькові     | Дата визнання обраним | Освіта             | Партійна приналежність | Відомості про обраного депутата            |
| --------------- | ------------------------------- | --------------------- | ------------------ | ---------------------- | ------------------------------------------ |
| Народна Партія  |                                 |                       |                    |                        |                                            |
| 4               | Войткова Ганна Петрівна         | 05.11.2010            | середня            | член Народної партії   | ВАТ СПП «Агротехнологія», головний агроном |
| Партія регіонів |                                 |                       |                    |                        |                                            |
| 1               | Павлюк Дмитро Анатолійович      | 05.11.2010            | середня            | член Партії регіонів   | ЧП «СП Вега-А», тракторист                 |
| 3               | Фадєєва Зінаїда Георгіївна      | 05.11.2010            | середня спеціальна | член Партії регіонів   | Первомайське РАЙПО, продавець              |
| 5               | Сєйтаблаєв Лєнур Енверович      | 05.11.2010            | середня            | член Партії регіонів   | тимчасово не працює                        |
| 7               | Болдирєва Світлана Федорівна    | 05.11.2010            | середня спеціальна | член Партії регіонів   | ПП «Болдирєва», приватний підприємець      |
| 11              | Кондратець Марія Іванівна       | 05.11.2010            | середня спеціальна | член Партії регіонів   | приватний підприємець                      |
| 13              | Вишневська Тетяна Костянтинівна | 05.11.2010            | вища               | член Партії регіонів   | Островська сільська рада, бухгалтер        |
| 14              | Коваль Тетяна Павлівна          | 05.11.2010            | середня спеціальна | член Партії регіонів   | ВАТ СПП «Агротехнологія», кухар            |
| 15              | Іщук Оксана Андріївна           | 05.11.2010            | середня            | член Партії регіонів   | Первомайське РАЙПО, продавець              |
| Партія «Союз»   |                                 |                       |                    |                        |                                            |
| 9               | Караім Тетяна Василівна         | 05.11.2010            | середня            | член Партії «Союз»     | вихователь прийомних дітей, вихователь     |
| 10              | Данкевич Григорій Володимирович | 05.11.2010            | середня спеціальна | член Партії «Союз»     | Островська загальноосвітня школа, слюсарь  |
| Самовисування   |                                 |                       |                    |                        |                                            |
| 2               | Доленовська Наталія Миколаївна  | 05.11.2010            | вища               | позапартійна           | Островська загальноосвітня школа, вчитель  |
| 6               | Ільясов Бекір Мустафайович      | 05.11.2010            | вища               | позапартійний          | Островська загальноосвітня школа, вчитель  |
| 8               | Панчук Федір Васильович         | 05.11.2010            | середня спеціальна | позапартійний          | пенсіонер                                  |
| 12              | Адаманова Лутфія Ахмедівна      | 05.11.2010            | середня            | позапартійна           | тимчасово не працює                        |
| 16              | Хусаінова Савіє Емірсаліївна    | 05.11.2010            | середня спеціальна | позапартійна           | фельдшерсько-акушерський пункт, фельдшер   |